# Divača
Divača (italsky Divaccia, německy Waatsche/Divazza) je urbanizované sídlo v západním Slovinsku, administrativní centrum Občiny Divača. V roce 2016 zde žilo 1 511 obyvatel. Poprvé je připomínána roku 1499 pod německým názvem Diwatsch.
Divača je známá jako důležitá dopravní křižovatka. Severně od Divače se kříží dálnice A1 s dálnicí A3 (které zajišťují spojení Slovinska s Terstem a poloostrovem Istrie. Divača má rovněž i svojí železniční stanici, která zajišťuje dopravu s obdobnými směry.